# Сан Романо (Форли-Чезена)
Сан Романо (итал. San Romano) је насеље у Италији у округу Форли-Чезена, региону Емилија-Ромања.
Према процени из 2011. у насељу је живело 152 становника. Насеље се налази на надморској висини од 155 м.